# Indie na letních olympijských hrách
Indie na letních olympijských hrách startuje od roku 1900. Toto je přehled účastí, medailového zisku a vlajkonošů na dané sportovní události.

## Účast na Letních olympijských hrách
| Dějiště LOH            | LOH      | Vlajkonoš                                            | Zlatá medaile | Stříbrná medaile | Bronzová medaile | Celkem |
| ---------------------- | -------- | ---------------------------------------------------- | ------------- | ---------------- | ---------------- | ------ |
| 1900 Paříž             | LOH 1900 | nebyl                                                |               | 2                |                  | 2      |
| 1904 St. Louis         | 1904     |                                                      |               |                  |                  | Ne     |
| 1908 Londýn            | 1908     |                                                      |               |                  |                  | Ne     |
| 1912 Stockholm         | 1912     |                                                      |               |                  |                  | Ne     |
| 1920 Antverpy          | LOH 1920 | Purma Banerdži                                       |               |                  |                  | 0      |
| 1924 Paříž             | LOH 1924 | nebyl                                                |               |                  |                  | 0      |
| 1928 Amsterdam         | LOH 1928 | nebyl                                                | 1             |                  |                  | 1      |
| 1932 Los Angeles       | LOH 1932 | Lal Shah Bokhari                                     | 1             |                  |                  | 1      |
| 1936 Německo           | LOH 1936 | nebyl                                                | 1             |                  |                  | 1      |
| 1948 Londýn            | LOH 1948 | nebyl                                                | 1             |                  |                  | 1      |
| 1952 Helsinky          | LOH 1952 | Balbir Singh                                         | 1             |                  | 1                | 2      |
| 1956 Melbourne         | LOH 1956 | Balbir Singh                                         | 1             |                  |                  | 1      |
| 1960 Řím               | LOH 1960 | nebyl                                                |               | 1                |                  | 1      |
| 1964 Tokio             | LOH 1964 | Gurbachan Singh Randhawa                             | 1             |                  |                  | 1      |
| 1968 Ciudad de México  | LOH 1968 | nebyl                                                |               |                  | 1                | 1      |
| 1972 Mnichov           | LOH 1972 | Jules Meliner                                        |               |                  | 1                | 1      |
| 1976 Montréal          | LOH 1976 | nebyl                                                |               |                  |                  | 0      |
| 1980 Moskva            | LOH 1980 | nebyl                                                | 1             |                  |                  | 1      |
| 1984 Los Angeles       | LOH 1984 | Zafar Iqbal                                          |               |                  |                  | 0      |
| 1988 Soul              | LOH 1988 | Kartar Dhillon Singh                                 |               |                  |                  | 0      |
| 1992 Barcelona         | LOH 1992 | Shiny Abraham-Wilson                                 |               |                  |                  | 0      |
| 1996 Atlanta           | LOH 1996 | Pargat Singh                                         |               |                  | 1                | 1      |
| 2000 Sydney            | LOH 2000 | Leander Paes                                         |               |                  | 1                | 1      |
| 2004 Athény            | LOH 2004 | Anju Bobby Georgeová                                 |               | 1                |                  | 1      |
| 2008 Peking            | LOH 2008 | Rajyavardhan Rathore                                 | 1             |                  | 2                | 3      |
| 2012 Londýn            | LOH 2012 | Sušíl Kumár                                          |               | 2                | 4                | 6      |
| 2016 Rio de Janeiro    | LOH 2016 | Abhinav Bindra (zahájení) Sakshi Maliková (ukončení) |               | 1                | 1                | 2      |
| 2020 Tokio             | LOH 2020 | Mary Kom Manpreet Singh                              | 1             | 2                | 4                | 7      |
| 2024 Paříž             | LOH 2024 |                                                      |               |                  |                  | x      |
| Celkem                 | 25       |                                                      | 10            | 9                | 16               | 35     |
| Zdroj na Olympedia.org |          |                                                      |               |                  |                  |        |